# 8호 감방의 노래
8호 감방의 노래는 1919년 3·1 운동을 주동하여 서대문형무소 여옥사 8호 감방에 수감되었던 유관순 등 수감자들이 부른 창가의 총칭이다.

## 역사
3·1 운동 직후, 유관순, 심영식, 어윤희, 권애라, 신관빈, 임명애, 김향화 등 7명의 독립운동가는 서대문형무소 여옥사 8호 감방에 수감되어 있었다. 이들은 옥고를 치르는 두려움을 이겨내고자 창가를 지어 자주 불렀다고 한다. 심명식은 이 노래를 하도 많이 부르자 간수들이 시끄럽다고 제지하였다고 증언하였다. 가사는 7명 중 가장 학식이 있던 권애라가 지었을 것으로 추정되나, 불확실하다. 원래 불리던 노래를 개사한 것으로 추정되나, 심명식 사후 곡조는 전해지지 않고 있다.
현재 남아 있는 창가는 모두 두 곡으로, 심명식이 생전에 아들 문수일에게 구술하였다. 두 노래는 《선죽교 피다리》(1991, 장수복 저)라는 소책자에 실린 바 있으나, 해당 책자는 소량만 발간되어 현재 실체를 확인할 수 없으며, 노래가 본격적으로 대중에게 공개된 것은 2019년 2월이다. 두 곡의 제목은 〈선죽교 피다리〉와 〈대한이 살았다〉로, 심명식이 문수일에게 알려준 제목으로 추정된다. 8호 감방에서 붙은 제목인지는 알 수 없다.
진중이 일곱이 진흙색 일복 입고
두 무릎 꿇고 앉아 주님께 기도할 때
접시 두 개 콩밥덩이 창문열고 던져줄 때
피눈물로 기도했네 피눈물로 기도했네— 〈선죽교 피다리〉

대한이 살았다 대한이 살았다
산천이 동하고 바다가 끓는다
에헤이 데헤이 에헤이 데헤이
대한이 살았다 대한이 살았다— 〈대한이 살았다〉

## 재탄생
- 2019년 2월 22일 가수 안예은이 〈8호 감방의 노래 (Women’s March)〉라는 제목으로, 두 곡의 가사를 한 곡으로 합쳐 부른 노래를 발표하였다.[2]
- 2019년 2월 27일 〈대한이 살았다〉라는 노래가 발매되었다. 이 노래는 박정현이 부르고, 김연아가 나레이션을 담당하였으며, 정재일이 작곡하였다.[3]

### 내용주
1. ↑  ‘전중이’의 오기로 추정된다. 전중이는 ‘징역살이하는 사람을 속되게 이르는 말’이다.
2. ↑  ‘진흙색 일복’은 ‘진흙색 일본 옷’, 곧 죄수복을 의미하는 것으로 추정된다.

### 참조주
1. 1 2 3 4  이진희 (2019년 1월 1일). “[단독] 유관순 열사 감옥 동료와 지어 부른 노래, 100년 만에 찾았다”. 한국일보. 2019년 4월 11일에 확인함.
2. ↑  이소라 (2019년 2월 22일). “유관순 열사 불렀던 ‘8호 감방의 노래’ 100년 만에 재탄생”. 한국일보. 2019년 4월 11일에 확인함.
3. ↑  안광호 (2019년 2월 27일). “정재일·박정현·김연아의 ‘대한이 살았다’ [영상]”. 경향신문. 2019년 4월 11일에 확인함.